# Miroslav Lunzer
Fritz (Miroslav) Lunzer (Beč, 1896. – Zagreb, 1970.), austrijsko-hrvatski operni pjevač i glazbeni pedagog Drži istaknuto mjesto u kulturnom i umjetničkom životu Zagreba i Hrvatske.

## Životopis
Lunzer je rođen u Beču. U rodnom Beču, zatim u Berlinu i u Münchenu učio je pjevanje. Pjevao je bas. Prvi nastup imao je u rodnom gradu 1921. godine. Koncertno je nastupao po Austriji i Njemačkoj. Od 1931. predavao je u Salzburgu na ljetnim tečajevima sve do 1937., a u međuvremenu je postao predavačem na Novom bečkom konzervatoriju, od 1935. godine. Od 1943. djeluje u Hrvatskoj. Sudionik je NOB-a. Djeluje u Centralnoj kazališnoj držini ZAVNOH-a. Od kraja rata do 1966. predaje na zagrebačkoj Muzičkoj akademiji. Potom je opet u Beču gdje na Muzičkoj akademiji predaje tri godine te na Mozarteumu. Odgojio je mnoge poznate pjevače (Paula Bukovac, Krunoslav Cigoj, Božena Ruk-Fočić, Majda Radić-Dešpalj, Zlatko Foglar i dr.
Klavikord u Muzeju za umjetnost i obrt otkupljen je od Lunzera, a pretpostavlja se da ga je koristio za pedagoške svrhe.